# Szenegál az olimpiai játékokon
Szenegál 1964-ben vett részt első alkalommal az olimpiai játékokon, és azóta minden nyári olimpiára küldött sportolókat. Szenegál egyike azon kevés afrikai országnak, amelyek képviseltették már magukat téli olimpiai játékokon. Az eddig öt téli megmérettetésen jelen lévő állam mindannyiszor egyetlen sportolót szerepeltetett, az első három alkalommal Lamine Guèye-t, 2006-ban és 2010-ben pedig Leyti Seck-et, mindketten alpesi sízők.
Szenegálnak egyetlen olimpiai érmet sikerült eddig nyernie, Amadou Dia Ba révén, aki atlétikában, 400 méter gáton lett ezüstérmes az 1988-as játékokon.
A Szenegáli Nemzeti Olimpiai és Sportbizottság 1961-ben alakult meg, a NOB 1963-ban vette fel tagjai közé, a bizottság jelenlegi elnöke Mamadou Diagna Ndiaye.

## Érmesek
| Érem  | Sportoló(k)   | Olimpia     | Sportág  | Versenyszám     |
| ----- | ------------- | ----------- | -------- | --------------- |
| Ezüst | Amadou Dia Ba | 1988, Szöul | Atlétika | Férfi 400 m gát |

## Éremtáblázatok

### Érmek a nyári olimpiai játékokon
| Olimpia              | Arany | Ezüst | Bronz | Összesen |
| 1964, Tokió          | 0     | 0     | 0     | 0        |
| 1968, Mexikóváros    | 0     | 0     | 0     | 0        |
| 1972, München        | 0     | 0     | 0     | 0        |
| 1976, Montréal       | 0     | 0     | 0     | 0        |
| 1980, Moszkva        | 0     | 0     | 0     | 0        |
| 1984, Los Angeles    | 0     | 0     | 0     | 0        |
| 1988, Szöul          | 0     | 1     | 0     | 1        |
| 1992, Barcelona      | 0     | 0     | 0     | 0        |
| 1996, Atlanta        | 0     | 0     | 0     | 0        |
| 2000, Sydney         | 0     | 0     | 0     | 0        |
| 2004, Athén          | 0     | 0     | 0     | 0        |
| 2008, Peking         | 0     | 0     | 0     | 0        |
| 2012, London         | 0     | 0     | 0     | 0        |
| 2016, Rio de Janeiro | 0     | 0     | 0     | 0        |
| 2020, Tokió          | 0     | 0     | 0     | 0        |
| 2024, Párizs         | 0     | 0     | 0     | 0        |
| Összesen             | 0     | 1     | 0     | 1        |

## Érmek sportáganként

### Érmek a nyári olimpiai játékokon sportáganként
| Szenegál érmei a nyári olimpiai játékokon sportáganként | Szenegál érmei a nyári olimpiai játékokon sportáganként | Szenegál érmei a nyári olimpiai játékokon sportáganként | Szenegál érmei a nyári olimpiai játékokon sportáganként | Az olimpiai zászlaja |

| Sportág  | Arany | Ezüst | Bronz | Összesen |
| -------- | ----- | ----- | ----- | -------- |
| Atlétika | 0     | 1     | 0     | 1        |
| Összesen | 0     | 1     | 0     | 1        |